# James Maxwell Ross Cormack
James Maxwell Ross Cormack (* 20. Juli 1909 in Aberdeen; † 4. Juni 1975 ebenda) war ein britischer Klassischer Philologe und Epigraphiker.

## Leben
Nach dem Besuch des Robert Gordon’s College in Aberdeen studierte er von 1928 bis zum Master 1932 an der Universität Aberdeen und anschließend von 1932 bis 1935 am Trinity College in Cambridge. 1935 bis 1937 verbrachte er mit dem Wilson-Fellowship der Universität Aberdeen im Ausland und hörte u. a. bei Adolf Wilhelm in Wien. Während seines Aufenthalts an der British School at Athens reiste er mit den Epigraphikern Johannes Kirchner und Benjamin Dean Meritt in Griechenland. 1937 wurde er Lecturer an der University of Reading, 1946 dort Professor. 1965 wechselte er als Regius Professor of Greek an die Universität Aberdeen.
Sein Hauptforschungsgebiet war die griechische Epigraphik. 1936 wurden Charles F. Edston und ihm von der Preußischen Akademie der Wissenschaften die Bearbeitung der Inschriften Makedoniens für Band X der Inscriptiones Graecae übertragen. Dafür bearbeitete er bis zu seinem Tode die Inschriften von Beroia, Edessa und Pella. Auf dem Gebiet der Epigraphik Kleinasiens brachte er den von William Moir Calder begonnenen Band VIII von Monumenta Asiae Minoris Antiqua zum Abschluss und publizierte zu den Inschriften von Aphrodisias.
Auf ihn geht das Wort Apoptose (altgriechisch ἀπόπτωσις apóptosis) für eine Form des programmierten Zelltods zurück.

## Veröffentlichungen (Auswahl)
- mit M. Ballance, C. W. M. Cox, Alan Coxon, Henri Grégoire, W. K. C. Guthrie und A. P. S.: Sir William Calder, 1881–1960. In: Anatolian Studies 11, 1961, S. 29–37.
- mit William Moir Calder: Monuments from Lycaonia, the Pisido-Phrygian borderland, Aphrodisias (= Monumenta Asiae Minoris Antiqua Band VIII). Manchester University Press, Manchester 1962 (Digitalisat).
- William Moir Calder (1881–1960). In: Proceedings of the British Academy 47, 1962, S. 345–360 (Digitalisat).
- Notes on the history of the inscribed monuments of Aphrodisias. University Press, Reading 1965.
- The gymnasiarchal law of Beroea. In: Ancient Macedonia II. Papers read at the Second International Symposium held in Thessalonika 19-24 August, 1973. Institute for Balkan Studies, Thessaloniki 1977, S. 139–150.